# Phloeodes doyeni
Phloeodes doyeni is een keversoort uit de familie somberkevers (Zopheridae). De wetenschappelijke naam van de soort werd in 2001 gepubliceerd door Garcia-Paris, Coca-Abia & Parra-Olea.